# A Budapest Honvéd FC 2010–2011-es szezonja
A Budapest Honvéd FC 2010–2011-es szezonja szócikk a Budapest Honvéd FC első számú férfi labdarúgócsapatának egy idényéről szól, mely sorozatban a 7., összességében pedig a 100. idénye a csapatnak a magyar első osztályban. A klub fennállásának ekkor volt a 101. évfordulója.

## Statisztikák
Utolsó elszámolt mérkőzés dátuma: 2011. május 22.

### Mérkőzések
| Lejátszott mérkőzések száma        | 40 (30 Monicomp Liga, 6 Magyar kupa, 4 Ligakupa)                |
| Győzelmek száma                    | 16 (11 Monicomp Liga, 4 Magyar kupa, 1 Ligakupa)                |
| Döntetlenek száma                  | 8 (7 Monicomp Liga, 1 Magyar kupa, 0 Ligakupa)                  |
| Vereségek száma                    | 16 (12 Monicomp Liga, 1 Magyar kupa, 3 Ligakupa)                |
| Szerzett gólok száma               | 59                                                              |
| Kapott gólok száma                 | 57                                                              |
| Gólkülönbség                       | +2                                                              |
| Sárga lapok                        | 72                                                              |
| Kiállítások                        | 6                                                               |
| Legtöbbet figyelmeztetett játékos  | Fernando Cuerda (2 , 3 )                                        |
| Legtöbbet figyelmeztetett játékos  | Jean-Baptiste Akassou (6 , 1 )                                  |
| Legtöbbet figyelmeztetett játékos  | Hajdú Norbert (6 , 1 )                                          |
| Legnagyobb arányú győzelem         | Budapest Honvéd 7–0 Egri FC (2010. 11. 23.)                     |
| Legnagyobb arányú vereség          | Videoton 4–0 Budapest Honvéd (2011. 03. 15.)                    |
| Legmagasabb hazai nézőszám         | 4 350 néző, Budapest Honvéd 0–1 Ferencvárosi TC (2011. 03. 06.) |
| Legalacsonyabb hazai nézőszám      | 300 néző, Budapest Honvéd 7–0 Egri FC (2010. 11. 23.)           |
| Legtöbbször pályára lépett játékos | Hajdú Norbert (36 mérkőzés)                                     |
| Házi gólkirály                     | Danilo Cirino de Oliveira (8 )                                  |
| Pontok                             | 56/120 (46,67%)                                                 |

### Kiírások
| Kiírás        | Statisztikák | Statisztikák | Statisztikák | Statisztikák | Statisztikák | Statisztikák | Kezdő forduló | Végső forduló/ helyezés | Mérkőzések dátumai | Mérkőzések dátumai |
| Kiírás        | M            | GY           | D            | V            | LG–KG        | GK           | Kezdő forduló | Végső forduló/ helyezés | Első               | Utolsó             |
| ------------- | ------------ | ------------ | ------------ | ------------ | ------------ | ------------ | ------------- | ----------------------- | ------------------ | ------------------ |
| Monicomp Liga | 30           | 11           | 7            | 12           | 36–39        | –3           | —             |                         | 2010. 07. 31.      | 2011. 05. 22.      |
| Magyar kupa   | 6            | 4            | 1            | 1            | 16–7         | +9           | 3. forduló    | Negyeddöntő             | 2010. 09. 22.      | 2011. 03. 15.      |
| Ligakupa      | 4            | 1            | 0            | 3            | 7–11         | –4           | Csoportkör    | Csoportkör              | 2010. 07. 24.      | 2010. 12. 04.      |

## Mérkőzések
| Színmagyarázat | Színmagyarázat |
| -------------- | -------------- |
|                | Győzelem.      |
|                | Döntetlen.     |
|                | Vereség.       |

### Nyári felkészülési mérkőzések
| 2010. július 3. |

| Budapest Honvéd                           | 3 – 1               | FC Victoria Brănești |
| ----------------------------------------- | ------------------- | -------------------- |
| Conteh 36' Hajdú 49' (11-esből) Abass 70' | (1 – 0) Jegyzőkönyv | 57'                  |

| Bozsik József Stadion, Budapest Nézőszám: 100 |

| 2010. július 7. |

| Budapest Honvéd                           | 2 – 1       | CS Gaz Metan Mediaș |
| ----------------------------------------- | ----------- | ------------------- |
| Hajdú 25' (11-esből) Haman 80' (11-esből) | Jegyzőkönyv | 56'                 |

| Bozsik József Stadion, Budapest |

| 2010. július 10. |

| Budapest Honvéd                       | 3 – 0       | FK DAC 1904 Dunajská Streda |
| ------------------------------------- | ----------- | --------------------------- |
| Hajdú 42' Stokić 77' Hervé Tchami 84' | Jegyzőkönyv |                             |

| Bozsik József Stadion, Budapest Nézőszám: 200 Játékvezető: Landeszmann |

| 2010. július 14. |

| Budapest Honvéd                                                             | 11 – 1              | Vecsési FC |
| --------------------------------------------------------------------------- | ------------------- | ---------- |
| Bojtor 7' 13' 41' Bajner 36' Haruna 46' 49' 85' Vólent 55' 61' 65' Czár 80' | (4 – 1) Jegyzőkönyv | 29'        |

| Bozsik József Stadion, Budapest Nézőszám: 300 |

| 2010. július 15. |

| Budapest Honvéd | 1 – 3               | Panióniosz GSZZ PAE             |
| --------------- | ------------------- | ------------------------------- |
| Stokić 86'      | (0 – 1) Jegyzőkönyv | Osei 19' Kukec 55' Skuritis 88' |

| Bozsik József Stadion, Budapest Nézőszám: 500 Játékvezető: Kömpf Gyula (magyar) |

| 2010. július 19. |

| Budapest Honvéd                                        | 4 – 0               | BKV Előre SC |
| ------------------------------------------------------ | ------------------- | ------------ |
| Conteh 34' 71' (öngól) Hajdú 74' (11-esből) Danilo 80' | (1 – 0) Jegyzőkönyv |              |

| Bozsik József Stadion, Budapest Nézőszám: 300 Játékvezető: Csák János (magyar) |

| 2010. július 23. |

| Budapest Honvéd      | 2 – 1               | Hapoel Petah Tikva F.C. |
| -------------------- | ------------------- | ----------------------- |
| Hajdú 86' Rufino 89' | (0 – 1) Jegyzőkönyv | Odah 7'                 |

| Bozsik József Stadion, Budapest Nézőszám: 200 Játékvezető: Kömpf Gyula (magyar) |

### Monicomp Liga 2010–11

#### Őszi fordulók
| 1. forduló 2010. július 31. 20:00 |

| Vasas                                  | 3 – 2               | Budapest Honvéd                                                 |
| -------------------------------------- | ------------------- | --------------------------------------------------------------- |
| Gáspár 9' 76' Arnaut 36' Pavičević 64' | (2 – 1) Jegyzőkönyv | Abass 16' Takács 83' Akassou 12' Conteh 59' Botis 79' Haman 86' |

| Illovszky Rudolf Stadion, Budapest Nézőszám: 1 500 Játékvezető: Farkas Ádám (magyar) |

| 2. forduló 2010. augusztus 7. 17:30 |

| Budapest Honvéd                                 | 1 – 2               | MTK Budapest                                                                   |
| ----------------------------------------------- | ------------------- | ------------------------------------------------------------------------------ |
| Botis 62' 88' Debreceni 9′ Hajdú 53' Cuerda 55′ | (0 – 1) Jegyzőkönyv | Kanta 10' (11-esből) Tischler 73' Vukadinovic 20' Pátkai 27' Gál 41' Pál 90+2' |

| Bozsik József Stadion, Budapest Nézőszám: 1 100 Játékvezető: Iványi Zoltán (magyar) |

| 3. forduló 2010. augusztus 15. 17:30 |

| Ferencváros                                                    | 1 – 3               | Budapest Honvéd                                     |
| -------------------------------------------------------------- | ------------------- | --------------------------------------------------- |
| Kulcsár 51' Júnior 12' Stanić 18′, 40′ Csizmadia 43' Heinz 79' | (0 – 3) Jegyzőkönyv | Rufino 8' Hajdú 13' (11-esből) Rouani 33' Sadjo 23' |

| Albert Flórián Stadion, Budapest Nézőszám: 4 000 Játékvezető: Veizer Roland (magyar) |

| 4. forduló 2010. augusztus 22. 17:30 |

| Budapest Honvéd                  | 1 – 0               | Debreceni VSC             |
| -------------------------------- | ------------------- | ------------------------- |
| Coira 22' Akassou 25' Rufino 77' | (1 – 0) Jegyzőkönyv | Fodor 37' Spitzmüller 85' |

| Bozsik József Stadion, Budapest Nézőszám: 1 200 Játékvezető: Szabó Zsolt (magyar) |

| 5. forduló 2010. augusztus 28. 17:30 |

| Szolnoki MÁV                           | 0 – 2               | Budapest Honvéd                                |
| -------------------------------------- | ------------------- | ---------------------------------------------- |
| Pető 36' Schindler 63' Hevesi-Tóth 74' | (0 – 1) Jegyzőkönyv | Sadjo 21' Rufino 88' 41' Cuerda 46' Danilo 77' |

| Tiszaligeti stadion, Szolnok Nézőszám: 3 000 Játékvezető: Bognár Tamás (magyar) |

| 6. forduló 2010. szeptember 11. 15:00 |

| Budapest Honvéd                             | 1 – 0               | Zalaegerszegi TE                                                                   |
| ------------------------------------------- | ------------------- | ---------------------------------------------------------------------------------- |
| Abass 22' Kemenes 32' Takács 57' Danilo 83' | (1 – 0) Jegyzőkönyv | Rajcomar 19' Pavićević 32' Szalai 38′ Horváth 81' Bogunović 83' Máté 90' Illés 90' |

| Bozsik József Stadion, Budapest Nézőszám: 500 Játékvezető: Vad II. István (magyar) |

| 7. forduló 2010. szeptember 18. 18:00 |

| Haladás                        | 1 – 1               | Budapest Honvéd                |
| ------------------------------ | ------------------- | ------------------------------ |
| Tóth 28' Kenesei 60' Simon 87' | (1 – 0) Jegyzőkönyv | Coira 61' Abass 52' Cuerda 60' |

| Rohonci úti stadion, Szombathely Nézőszám: 2 000 Játékvezető: Bede Ferenc (magyar) |

| 8. forduló 2010. szeptember 25. 18:00 |

| Budapest Honvéd                       | 2 – 4               | Lombard Pápa                                         |
| ------------------------------------- | ------------------- | ---------------------------------------------------- |
| Abass 26' 61' Takács 60' Cuerda 90+2′ | (1 – 2) Jegyzőkönyv | Marić 7' Bárányos 22' 57' Heffler 72' 60' Farkas 51' |

| Bozsik József Stadion, Budapest Nézőszám: 2 500 Játékvezető: Farkas Ádám (magyar) |

| 9. forduló 2010. október 2. 18:00 |

| Paksi FC | 0 – 1               | Budapest Honvéd      |
| -------- | ------------------- | -------------------- |
|          | (0 – 0) Jegyzőkönyv | Bojtor 81' Haman 14' |

| Fehérvári úti stadion, Paks Nézőszám: 1 700 Játékvezető: Bognár Tamás (magyar) |

| 10. forduló 2010. október 16. 17:00 |

| Budapest Honvéd        | 1 – 2               | Kecskeméti TE                           |
| ---------------------- | ------------------- | --------------------------------------- |
| Rouani 49' Akassou 78′ | (0 – 2) Jegyzőkönyv | Tököli 18' 43' Ebala 45' Kéthévoama 78' |

| Bozsik József Stadion, Budapest Nézőszám: 3 500 Játékvezető: Szabó Zsolt (magyar) |

| 11. forduló 2010. október 23. 17:00 |

| Kaposvári Rákóczi | 0 – 0               | Budapest Honvéd                 |
| ----------------- | ------------------- | ------------------------------- |
| Pavlović 68′      | (0 – 0) Jegyzőkönyv | Coira 40' Haman 83' Moreira 89' |

| Rákóczi Stadion, Kaposvár Nézőszám: 2 500 Játékvezető: Takács János (magyar) |

| 12. forduló 2010. október 29. 19:00 |

| Videoton  | 0 – 2               | Budapest Honvéd                           |
| --------- | ------------------- | ----------------------------------------- |
| Andić 65' | (0 – 0) Jegyzőkönyv | Danilo 52' 57' 11' Lojo 43' Rodrigues 74' |

| Sóstói Stadion, Székesfehérvár Nézőszám: 3 125 Játékvezető: Kassai Viktor (magyar) Asszisztensek: Ring György Szpisják Zsolt |

| 13. forduló 2010. november 5. 19:00 |

| Budapest Honvéd      | 1 – 1               | Győri ETO                       |
| -------------------- | ------------------- | ------------------------------- |
| Hajdú 48' (11-esből) | (0 – 0) Jegyzőkönyv | Völgyi 67' Copa 20' Bugerra 34' |

| Bozsik József Stadion, Budapest Nézőszám: 1 500 Játékvezető: Iványi Zoltán (magyar) |

| 14. forduló 2010. november 13. 17:30 |

| Újpest                                                      | 3 – 1               | Budapest Honvéd       |
| ----------------------------------------------------------- | ------------------- | --------------------- |
| Hajdú 40' (öngól) Böőr 45' Rajczi 53' (11-esből) Pollák 19' | (2 – 0) Jegyzőkönyv | Bajner 82' Danilo 52' |

| Szusza Ferenc Stadion, Budapest Nézőszám: 2 791 Játékvezető: Vad II. István (magyar) |

| 15. forduló 2010. november 19. 19:00 |

| Budapest Honvéd       | 0 – 1               | BFC Siófok                                      |
| --------------------- | ------------------- | ----------------------------------------------- |
| Akassou 71' Hajdú 76' | (0 – 1) Jegyzőkönyv | Délczeg 40' Mogyorósi 47' Márton 68' Graszl 72' |

| Bozsik József Stadion, Budapest Nézőszám: 1 000 Játékvezető: Andó-Szabó Sándor (magyar) |

| 16. forduló 2010. november 26. 19:00 |

| Budapest Honvéd | 0 – 0               | Vasas         |
| --------------- | ------------------- | ------------- |
|                 | (0 – 0) Jegyzőkönyv | Pavičević 81' |

| Bozsik József Stadion, Budapest Nézőszám: 800 Játékvezető: Szabó Zsolt (magyar) |

#### Tavaszi fordulók
| 17. forduló 2011. február 26. 15:00 |

| MTK Budapest                                    | 3 – 1               | Budapest Honvéd                      |
| ----------------------------------------------- | ------------------- | ------------------------------------ |
| Sütő 43' Urbán 76' 84' Eppel 90+1' Szekeres 79' | (1 – 1) Jegyzőkönyv | Lovrić 25' Debreceni 55' Horváth 82' |

| Hidegkuti Nándor Stadion, Budapest Nézőszám: 1 200 Játékvezető: Bognár Tamás (magyar) |

| 18. forduló 2011. március 6. 17:30 |

| Budapest Honvéd                                          | 0 – 1               | Ferencváros                                       |
| -------------------------------------------------------- | ------------------- | ------------------------------------------------- |
| Botis 61' Lovrić 79' Hajdú 88' Zelenka 89' Akassou 90+2' | (0 – 1) Jegyzőkönyv | Stanić 12' Ranilovič 75' Csizmadia 79' Abdi 90+3' |

| Bozsik József Stadion, Budapest Nézőszám: 4 350 Játékvezető: Berger József (magyar) |

| 19. forduló 2011. március 12. 15:00 |

| Debreceni VSC                          | 2 – 2               | Budapest Honvéd                             |
| -------------------------------------- | ------------------- | ------------------------------------------- |
| Czvitkovics 45' Salami 47' Bernáth 78' | (1 – 1) Jegyzőkönyv | Debreceni 21' Hajdú 62' Hidi 65' Lovrić 75' |

| Oláh Gábor utcai stadion, Debrecen Nézőszám: 3 000 Játékvezető: Andó-Szabó Sándor (magyar) |

| 20. forduló 2011. március 19. 17:00 |

| Budapest Honvéd | 0 – 0               | Szolnoki MÁV |
| --------------- | ------------------- | ------------ |
| Fieber 76'      | (0 – 0) Jegyzőkönyv |              |

| Bozsik József Stadion, Budapest Nézőszám: 500 Játékvezető: Veizer Roland (magyar) |

| 21. forduló 2011. április 2. 17:30 |

| Zalaegerszegi TE                                     | 2 – 1               | Budapest Honvéd                                  |
| ---------------------------------------------------- | ------------------- | ------------------------------------------------ |
| Turkovs 52' Kamber 85' 81' Kocsárdi 20' Panikvar 85' | (0 – 0) Jegyzőkönyv | Akassou 87' (11-esből) 22' Horváth 53' Hajdú 64′ |

| ZTE Aréna, Zalaegerszeg Nézőszám: 2 500 Játékvezető: Németh Ádám (magyar) |

| 22. forduló 2011. április 9. 17:30 |

| Budapest Honvéd                            | 3 – 1               | Haladás                                              |
| ------------------------------------------ | ------------------- | ---------------------------------------------------- |
| Lovrić 40' 69' 47' Ivancsics 78' Haman 56' | (1 – 0) Jegyzőkönyv | Halmosi 75' Nagy 25' Simon 34' Lengyel 43' Sipos 72' |

| Bozsik József Stadion, Budapest Nézőszám: 1 200 Játékvezető: Vad II. István (magyar) |

| 23. forduló 2011. április 16. 18:00 |

| Lombard Pápa             | 0 – 1               | Budapest Honvéd                                            |
| ------------------------ | ------------------- | ---------------------------------------------------------- |
| Heffler 22' Takács 90+4' | (0 – 1) Jegyzőkönyv | Bright 20' Moreira 15' Horváth 60' Lovrić 69' Vólent 90+3' |

| Perutz Stadion, Pápa Nézőszám: 2 000 Játékvezető: Takács János (magyar) |

| 24. forduló 2011. április 23. 18:00 |

| Budapest Honvéd                          | 1 – 0               | Paksi FC           |
| ---------------------------------------- | ------------------- | ------------------ |
| Lovrić 33' Ivancsics 88' Debreceni 90+2' | (0 – 0) Jegyzőkönyv | Nagy 35' Fiola 41' |

| Bozsik József Stadion, Budapest Nézőszám: 1 200 Játékvezető: Oláh Gábor (magyar) |

| 25. forduló 2011. április 26. 18:00 |

| Kecskeméti TE                                               | 2 – 1               | Budapest Honvéd          |
| ----------------------------------------------------------- | ------------------- | ------------------------ |
| Mohl 27' Haman 84' (öngól) Čukić 38' Tököli 76' Vujović 81' | (1 – 1) Jegyzőkönyv | Zelenka 29' 38' Nagy 82' |

| Széktói Stadion, Kecskemét Nézőszám: 2 000 Játékvezető: Farkas Ádám (magyar) |

| 26. forduló 2011. április 30. 18:00 |

| Budapest Honvéd        | 1 – 0               | Kaposvári Rákóczi      |
| ---------------------- | ------------------- | ---------------------- |
| Danilo 53' Zelenka 83' | (0 – 0) Jegyzőkönyv | Pavlović 58' Perić 81' |

| Bozsik József Stadion, Budapest Nézőszám: 1 800 Játékvezető: Radványi Ádám (magyar) |

| 27. forduló 2011. május 8. 17:30 |

| Budapest Honvéd                                | 2 – 2               | Videoton                                                 |
| ---------------------------------------------- | ------------------- | -------------------------------------------------------- |
| Zelenka 31' Ivancsics 43' Botis 33' Danilo 33' | (2 – 2) Jegyzőkönyv | Alves 10' Gosztonyi 13' Nikolics 12' Andić 23' Vaskó 41' |

| Bozsik József Stadion, Budapest Nézőszám: 3 500 Játékvezető: Andó-Szabó Sándor (magyar) Asszisztensek: Szpisják Zsolt Medovarszki János |

| 28. forduló 2011. május 11. 20:00 |

| Győri ETO                          | 3 – 0               | Budapest Honvéd |
| ---------------------------------- | ------------------- | --------------- |
| Völgyi 48' Kiss 57' Alekszidze 62' | (0 – 0) Jegyzőkönyv |                 |

| ETO Park, Győr Nézőszám: 1 500 Játékvezető: Bognár Tamás (magyar) |

| 29. forduló 2011. május 14. 15:00 |

| Budapest Honvéd                            | 1 – 4               | Újpest                                                   |
| ------------------------------------------ | ------------------- | -------------------------------------------------------- |
| Danilo 57' Horváth 40' Hajdú 50' Botis 68' | (0 – 3) Jegyzőkönyv | Ahjupera 9' Balogh 36' Balajti 40' Rajczi 88' Tajthy 38' |

| Bozsik József Stadion, Budapest Nézőszám: 2 000 Játékvezető: Vad II. István (magyar) |

| 30. forduló 2011. május 22. 15:00 |

| BFC Siófok                                                          | 1 – 3               | Budapest Honvéd                                               |
| ------------------------------------------------------------------- | ------------------- | ------------------------------------------------------------- |
| Honma 40' Mogyorósi 18' Novák 24' Márton 46' Melczer 67' Tusori 87' | (1 – 1) Jegyzőkönyv | Danilo 6' Délczeg 51' (öngól) Czár 90' Zelenka 25' Vernes 48' |

| Révész Géza utcai stadion, Siófok Nézőszám: 850 Játékvezető: Kulcsár Katalin (magyar) |

#### Végeredmény
| #   | Csapat              | M  | GY | D  | V  | G+ – G– | GK  | P                                                      | Megjegyzések                                   |
| --- | ------------------- | -- | -- | -- | -- | ------- | --- | ------------------------------------------------------ | ---------------------------------------------- |
| 1.  | Videoton (B)        | 30 | 18 | 7  | 5  | 59–29   | +30 | 61                                                     | 2011–2012-es Bajnokok Ligája – 2. selejtezőkör |
| 2.  | Paksi FC            | 30 | 17 | 5  | 8  | 54–38   | +16 | 56                                                     | 2011–2012-es Európa-liga – 1. selejtezőkör     |
| 3.  | Ferencváros         | 30 | 15 | 5  | 10 | 50–43   | +7  | 50                                                     | 2011–2012-es Európa-liga – 1. selejtezőkör     |
| 4.  | Zalaegerszegi TE    | 30 | 14 | 6  | 10 | 51–47   | +4  | 48 \|rowspan="8" style="background-color: #fafafa;" \| |                                                |
| 5.  | Debreceni VSCCV, K  | 30 | 12 | 10 | 8  | 53–43   | +10 | 46                                                     |                                                |
| 6.  | Újpest              | 30 | 13 | 6  | 11 | 50–38   | +12 | 45                                                     |                                                |
| 7.  | Kaposvári Rákóczi   | 30 | 13 | 4  | 13 | 41–42   | −1  | 43                                                     |                                                |
| 8.  | Haladás             | 30 | 11 | 8  | 11 | 42–36   | +6  | 41                                                     |                                                |
| 9.  | Győri ETO           | 30 | 10 | 11 | 9  | 40–35   | +5  | 41                                                     |                                                |
| 10. | Budapest Honvéd     | 30 | 11 | 7  | 12 | 36–39   | −3  | 40                                                     |                                                |
| 11. | Vasas SC            | 30 | 11 | 7  | 12 | 34–46   | −12 | 40                                                     |                                                |
| 12. | Kecskeméti TE (KGY) | 30 | 11 | 3  | 16 | 51–56   | −5  | 36                                                     | 2011–2012-es Európa-liga – 2. selejtezőkör1    |
| 13. | Lombard Pápa        | 30 | 10 | 5  | 15 | 39–52   | −13 | 35 \|rowspan="2" style="background-color: #fafafa;" \| |                                                |
| 14. | BFC SiófokÚ         | 30 | 8  | 10 | 12 | 29–41   | −12 | 34                                                     |                                                |
| 15. | MTK Budapest (K)    | 30 | 8  | 6  | 16 | 35–49   | −14 | 30                                                     | NB II                                          |
| 16. | Szolnoki MÁVÚ (K)   | 30 | 5  | 6  | 19 | 26–56   | −30 | 21                                                     | NB II                                          |

Utolsó frissítés: 2011. május 22. 
Forrás: MLSZ adatbank 
A rangsorolás alapszabályai: 1. összpontszám, 2. győzelmek száma, 3. gólkülönbség, 4. szerzett gólok száma, 5. egymás elleni eredmények összpontszáma,  6. egymás elleni eredmények gólkülönbsége, 7. egymás elleni eredmények szerzett góljainak száma, 8. egymás elleni eredmények idegenben szerzett góljainak száma.
1 A Kecskeméti TE a 2011–2012-es Európa-liga 2. selejtezőkörében indulhat, kupagyőztesként.
(B): Bajnokcsapat, (K): Kieső csapat, (F): Feljutó csapat, (I): Kupainduló, (R): A rájátszás győztese, (KGY): Kupagyőztes

#### Eredmények összesítése
Az alábbi táblázatban összesítve szerepelnek a Budapest Honvéd FC 2010/11-es bajnokságban elért eredményei.
| Ősz/tavasz (forduló)    | Otthon | Otthon | Otthon | Otthon | Otthon | Otthon | Otthon | Idegenben | Idegenben | Idegenben | Idegenben | Idegenben | Idegenben | Idegenben |
| Ősz/tavasz (forduló)    | M      | GY     | D      | V      | LG–KG  | GK     | P      | M         | GY        | D         | V         | LG–KG     | GK        | P         |
| ----------------------- | ------ | ------ | ------ | ------ | ------ | ------ | ------ | --------- | --------- | --------- | --------- | --------- | --------- | --------- |
| Őszi szezon (1–16.)     | 8      | 2      | 2      | 4      | 7–10   | –3     | 8      | 8         | 4         | 2         | 2         | 12–8      | +4        | 14        |
| Tavaszi szezon (17–30.) | 7      | 3      | 2      | 2      | 8–8    | 0      | 11     | 7         | 2         | 1         | 4         | 9–13      | –4        | 7         |
| Összesen (1–30.)        | 15     | 5      | 4      | 6      | 15–18  | –3     | 19     | 15        | 6         | 3         | 6         | 21–21     | 0         | 21        |

#### Helyezések fordulónként
| Forduló  | 1  | 2  | 3  | 4  | 5  | 6  | 7 | 8 | 9  | 10 | 11 | 12 | 13 | 14 | 15 | 16 | 17 | 18 | 19 | 20 | 21 | 22 | 23 | 24 | 25 | 26 | 27 | 28 | 29 | 30 |
| -------- | -- | -- | -- | -- | -- | -- | - | - | -- | -- | -- | -- | -- | -- | -- | -- | -- | -- | -- | -- | -- | -- | -- | -- | -- | -- | -- | -- | -- | -- |
| Helyszín | I  | O  | I  | O  | I  | O  | I | O | I  | O  | I  | I  | O  | I  | O  | I  | O  | O  | I  | O  | I  | O  | I  | O  | I  | O  | O  | I  | O  | I  |
| Eredmény | V  | V  | GY | GY | GY | GY | D | V | GY | V  | D  | GY | D  | V  | V  | D  | V  | V  | D  | D  | V  | GY | GY | GY | V  | GY | D  | V  | V  | GY |
| Helyezés | 12 | 15 | 11 | 7  | 6  | 2  | 4 | 5 | 3  | 5  | 7  | 7  | 7  | 8  | 8  | 8  | 10 | 11 | 13 | 12 | 13 | 12 | 10 | 7  | 11 | 9  | 8  | 11 | 11 | 10 |

Helyszín: O = Otthon; I = Idegenben. Eredmény: GY = Győzelem; D = Döntetlen; V = Vereség.

### Magyar kupa
| 3. forduló 2010. szeptember 22. 15:30 |

| Budaörsi SC                                   | 1 – 2               | Budapest Honvéd                                 |
| --------------------------------------------- | ------------------- | ----------------------------------------------- |
| Tüske 71' Pleván 79' Farkas 88' Mihályi 90+1′ | (0 – 1) Jegyzőkönyv | Conteh 4' Debreceni 89' Hajdú 54' Rodrigues 90' |

| Nézőszám: 400 Játékvezető: Nagy Róbert (magyar) |

| 4. forduló 2010. október 20. 14:30 |

| Putnok VSE                     | 1 – 3               | Budapest Honvéd                                    |
| ------------------------------ | ------------------- | -------------------------------------------------- |
| Sápi 90' Madarász 32' Roza 80' | (0 – 1) Jegyzőkönyv | Danilo 4' 11' 90+5' Hajdú 35' Haman 80' Bojtor 89' |

| Putnok Nézőszám: 500 Játékvezető: Miquel Alvaro Garcia (chilei) |

| 5. forduló Első mérkőzés 2010. november 9. 13:30 |

| Egri FC                   | 0 – 3               | Budapest Honvéd                              |
| ------------------------- | ------------------- | -------------------------------------------- |
| Romhányi 55' Káposzta 70' | (0 – 0) Jegyzőkönyv | Bajner 63' Akassou 70' Rouani 75' Cuerda 68′ |

| Szentmarjay Tibor Stadion, Eger Nézőszám: 900 Játékvezető: Radványi Ádám (magyar) |

| 5. forduló Visszavágó 2010. november 23. 17:00 |

| Budapest Honvéd                                           | 7 – 0               | Egri FC |
| --------------------------------------------------------- | ------------------- | ------- |
| Rufino 4' 27' Cséke 29' 42' Rouani 45' 88' 64' Stokić 80' | (5 – 0) Jegyzőkönyv |         |

| Bozsik József Stadion, Budapest Nézőszám: 300 Játékvezető: Gaál Gyöngyi (magyar) |

| Negyeddöntő Első mérkőzés 2011. március 9. 18:00 |

| Budapest Honvéd | 1 – 1               | Videoton     |
| --------------- | ------------------- | ------------ |
| Zelenka 22' 85' | (1 – 0) Jegyzőkönyv | Nikolics 71' |

| Bozsik József Stadion, Budapest Nézőszám: 400 Játékvezető: Szabó Zsolt (magyar) Asszisztensek: Kispál Róbert Forgács Attila |

| Negyeddöntő Visszavágó 2011. március 15. 18:00 |

| Videoton                                              | 4 – 0               | Budapest Honvéd                                 |
| ----------------------------------------------------- | ------------------- | ----------------------------------------------- |
| Gosztonyi 3' 48' Lencse 27' 80' Gyurcsó 90' Vaskó 79' | (2 – 0) Jegyzőkönyv | Lovrić 45' Akassou 53' Vólent 59' Ivancsics 64' |

| Sóstói Stadion, Székesfehérvár Nézőszám: 1 925 Játékvezető: Iványi Zoltán (magyar) Asszisztensek: Szpisják Zsolt Medovarszki János |

### Ligakupa

#### Csoportkör (A csoport)
| 2010. július 24. 17:00 |

| Budapest Honvéd                  | 1 – 2               | Szolnoki MÁV                          |
| -------------------------------- | ------------------- | ------------------------------------- |
| Jammeh 32' Cséke 38' Horváth 67' | (1 – 0) Jegyzőkönyv | Koós 60' Pető 70' Mile 22' Búrány 52' |

| Bozsik József Stadion, Budapest Nézőszám: 700 Játékvezető: Takács János (magyar) |

| 2010. július 28. 19:00 |

| Kecskeméti TE                      | 4 – 2               | Budapest Honvéd                 |
| ---------------------------------- | ------------------- | ------------------------------- |
| Wilson 32' 69' Simon 33' Koncz 43' | (3 – 0) Jegyzőkönyv | Jammeh 46' Vólent 66' Cséke 45' |

| Széktói Stadion, Kecskemét Nézőszám: 400 Játékvezető: Oláh Gábor (magyar) |

| 2010. december 1. 12:45 |

| Szolnoki MÁV                                                | 3 – 4               | Budapest Honvéd             |
| ----------------------------------------------------------- | ------------------- | --------------------------- |
| Remili 33' Ngalle 43' Hevesi-Tóth 63' Rokszin 42' Vörös 90′ | (2 – 1) Jegyzőkönyv | Rufino 21' 47' 60' Nagy 76' |

| Tiszaligeti stadion, Szolnok Nézőszám: 500 Játékvezető: Urbán Eszter (magyar) |

| 2010. december 4. 13:00 |

| Budapest Honvéd | 0 – 2               | Kecskeméti TE                                                          |
| --------------- | ------------------- | ---------------------------------------------------------------------- |
| Hajdú 70'       | (0 – 1) Jegyzőkönyv | Alempijević 25' 68' Dosso 56' Mohl 31' Tököli 41' Balogh 75' Koszó 89' |

| Bozsik József Stadion, Budapest Nézőszám: 700 Játékvezető: Radványi Ádám (magyar) |

#### Az A csoport végeredménye
| Színmagyarázat | Színmagyarázat                                                 |
| -------------- | -------------------------------------------------------------- |
|                | A csoportelső bejutott a negyeddöntőbe.                        |
|                | A csoport többi helyezettje nem folytathatta a kupaszereplést. |

| Csapat          | M | Gy | D | V | G+ | G– | Gk | P  |
| --------------- | - | -- | - | - | -- | -- | -- | -- |
| Kecskeméti TE   | 4 | 3  | 1 | 0 | 11 | 3  | +8 | 10 |
| Szolnoki MÁV    | 4 | 1  | 1 | 2 | 6  | 10 | –4 | 4  |
| Budapest Honvéd | 4 | 1  | 0 | 3 | 7  | 11 | –4 | 3  |